# Sacred 3
Sacred 3 est un jeu vidéo de type hack ’n’ slash développé par Keen Games, et édité par Deep Silver, sorti en 2014 sur Xbox 360, PlayStation 3 et Windows,,,.

## Accueil
- Canard PC : 4/10[5]
- Jeuxvideo.com : 10/20[6]